# 弗兰齐斯卡·普罗伊斯
弗兰齐斯卡·普罗伊斯（德語：Franziska Preuß，1994年3月11日—），德国女子冬季两项运动员。她曾代表德国参加2014年、2018年和2022年冬季奥林匹克运动会冬季两项比赛，获得一枚铜牌。